# Магура
Магура — пещера в Видинской области Болгарии, расположенная недалеко от села Рабиша, вблизи Видина.

## История
Пещера была известна и исследована ещё во времена Римской империи и средневековья.

## Спелеологическое описание

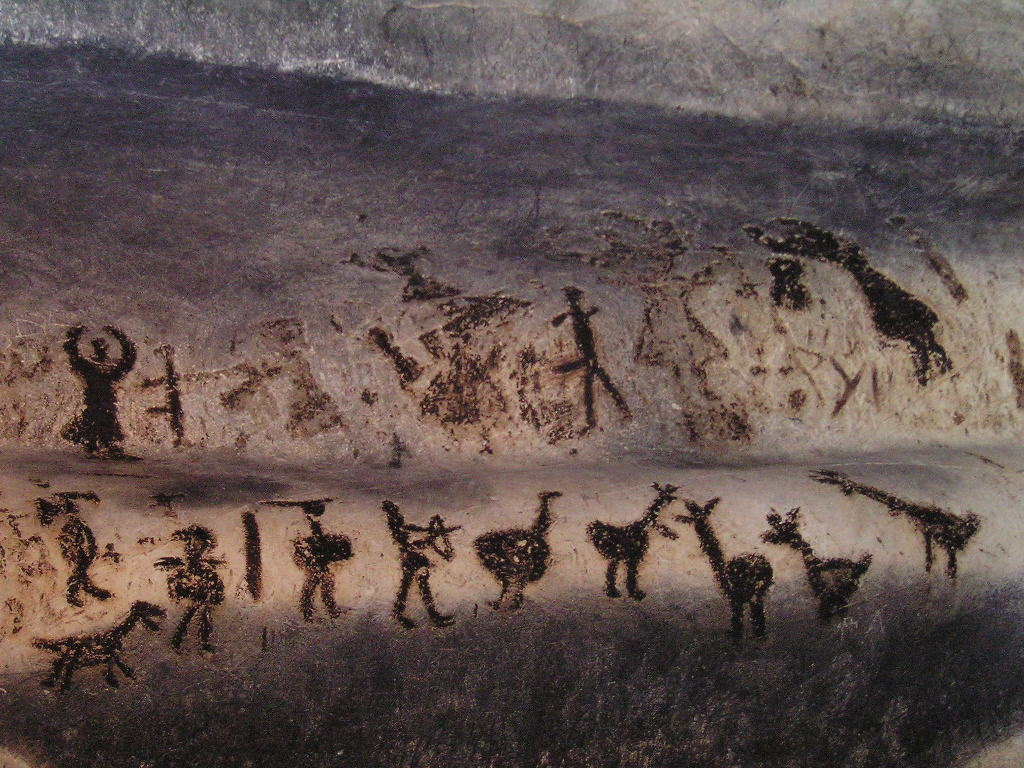
Наскальные рисунки в Магуре

Общая длина 3 км. Пещера состоит из длинных и глубоких коридоров, чтобы их полностью пройти в среднем требуется 5 часов. Магура известна своими сталактитами, сталагмитами и сталактонами. Самый большой сталактон имеет высоту 20 м и диаметр основы 4 м. Самый большой сталагмит, найденный при исследовании болгарских пещер, с длиной 11 м и в основе диаметром 6 м.
Круглый год в пещере сохраняется температура +12 °C.

## Наскальная живопись
Пещера также известна 700 образцами наскальной живописи, которые являются одним из древнейших образцов первобытного искусства в Европе, уникальным на Балканах. На них изображены женские и мужские фигуры, охотники, животные, растения, солнце и звёзды. Болгарские исследователи считают, что здесь изображён древнейший в Европе неолитический солнечный календарь, состоящий из 366 дней. Датировка рисунков в пещере относится к Бронзовому веку 3100-900 лет до н. э., что делает этот календарь древнейшим в Европе.

## Современная жизнь

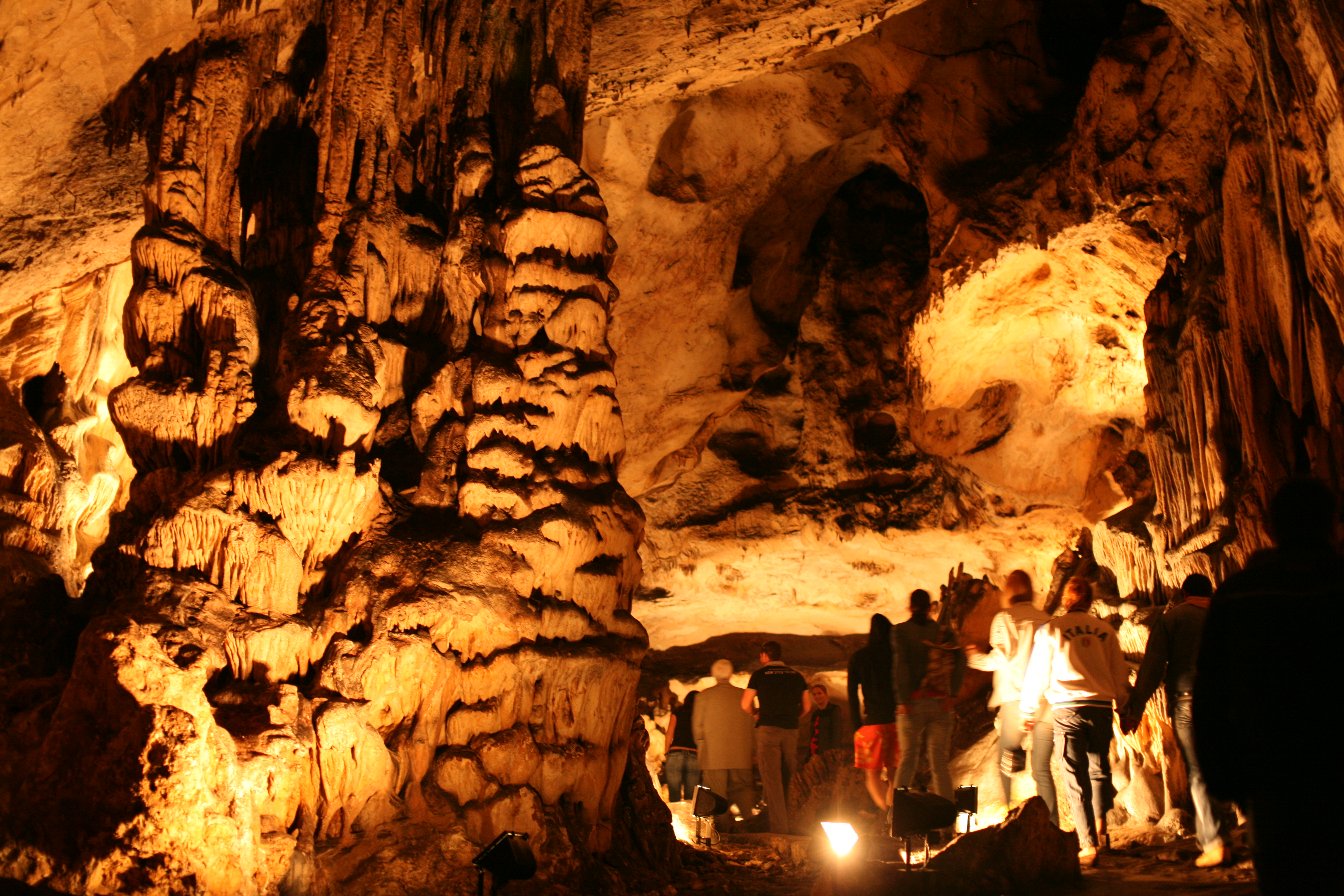
Вид из пещеры

В пещере также хранятся вина. В самом большом Триумфальном зале (высота 30 м, ширина — 58, длина — 130 м) проводятся концерты классической музыки. Для туристов созданы дорожки с поручнями и освещение.